# Marinus Laurens van de Woestijne Voerman
Marinus Laurens van de Woestijne Voerman (Zierikzee, 25 oktober 1810 – Lochem, 5 oktober 1882) was een Nederlands politicus en burgemeester.

## Leven en carrière
Van de Woestijne Voerman werd in 1810 geboren in Zierikzee, als zoon van Abraham Voerman, verificateur der belastingen, en Gerarda Johanna Sevenhuijsen, dochter van notaris Cornelis Martinus Sevenhuijsen. De geslachtsnaam van de Woestijne komt van zijn grootmoeder aan vaderskant Maria van de Woestijne. In 1852 trouwde van de Woestijne Voerman met Jacoba Geertruida Slothouwer, dochter van onderwijsbestuurder Johan Coenraad Duval Slothouwer.
Van 1852 tot 1858 was van de Woestijne Voerman burgemeester van Doniawerstal en van 1857 tot 1871 burgemeester van Haskerland. In zijn periode als burgemeester van Haskerland verkocht de gemeente stukken land en water aan Aengwirden naar aanleiding van de bouw van het treinstation van Heerenveen. Van 1856 tot 1871 was hij bovendien lid van de Provinciale Staten van Friesland namens de stad Sneek.